# مارتین هینترشتوکر
مارتین هینترشتوکر (آلمانی: Martin Hinterstocker؛ زادهٔ ۲۸ ژوئیه ۱۹۵۴) بازیکن هاکی روی یخ اهل آلمان بود.
وی در مسابقات کشوری و بین‌المللی در مجموع برندهٔ ۱ مدال برنز شده‌است.